# Rio Corvo
O rio Dueça ou Corvo é um rio português, afluente do Ceira. Nasce no concelho de Penela e desagua no rio Ceira na vila de Ceira.
A maior parte do seu percurso de cerca de 46 quilómetros é feito no concelho de Miranda do Corvo, que atravessa.

## Afluentes
- Rio Alheda

- Rio Cabra